# Dazomet
Dazomet és un fumigant comú dels sòls que actua com herbicida, fungicida i nematicida.

## Aplicacions
El Dazomet és un producte químic usat per matar plagues a través de la seva degradació gasosa. Es fa servir Dazomet com esterilitzador dels sòls en diversos locs com els camps de golf, vivers, gespes i sòls per a substrats. Dazomet és usat en els sòls com una alternativa al bromur de metil malgrat que és menys efectiu. La descomposició del dazomet allibera el gas tòxic isotiocianat de metil (MITC).

## Síntesi
El Dazomet es sintetitza amb disulfur de carboni (CS₂) i metilamina diluïda (CH₃NH₂).

## Toxicologia i seguretat
El Dazomet irrita els ulls i la seva degradació produeix MITC, que és un sensibilitzador de la pell. Dazomet és molt tòxic pels organismes aquàtics i també acusadament tòxic pels mamífers.